# 슈거볼
슈거볼(Sugar Bowl) 또는 슈가볼은 루이지애나주 뉴올리언스에서 매년 열리는 미국 칼리지 풋볼 볼 게임이다. 1935년 1월 1일부터 매년 개최되는 이 게임은 오렌지볼 및 썬볼과 함께 로즈볼 게임에 이어 미국에서 두 번째로 오래된 볼 게임이다.
슈거볼은 원래 1975년 슈퍼돔으로 이전하기 전에 툴레인 스타디움(Tulane Stadium)에서 열렸다. 2005년 허리케인 카트리나의 여파로 인한 바람과 홍수로 인해 슈퍼돔과 도시의 나머지 지역이 피해를 입었을 때 슈거볼은 2006년 애틀랜타의 조지아 돔으로 일시적으로 이전되었다. 2007년부터 이 게임은 올스테이트의 후원을 받았으며 공식적으로 올스테이트 슈거볼(Allstate Sugar Bowl)로 알려졌다. 이전 스폰서로는 노키아(1996~2006) 및 USF&G 파이낸셜 서비시스(1988~1995)가 있다.